# بی‌ای‌پی چیپانا (اس‌اس-۳۴)
بی‌ای‌پی چیپانا (اس‌اس-۳۴) (به انگلیسی: BAP Chipana (SS-34)) یک زیردریایی است که طول آن 55.9 m می‌باشد. این زیردریایی در سال ۱۹۸۱ ساخته شد.